# Teoria degli insiemi di Zermelo
In teoria degli insiemi, con la lettera maiuscola Z, s'intende la versione assiomatica della teoria (ingenua) degli insiemi di Cantor, costruita dal matematico Ernst Zermelo, e pubblicata nel 1908.
Con la teoria assiomatica degli insiemi Z (di Zermelo) si evitano tutti i paradossi della teoria ingenua, cioè quella originaria creata da Georg Cantor negli anni 1872-1899 (chiamata appunto "ingenua" (naive) a causa dei paradossi di primo Novecento (vedi paradosso di Russell, paradosso di Burali-Forti ecc.).
Tale assiomatizzazione è la stessa della teoria degli insiemi di Zermelo-Fraenkel (ZFC), meno due assiomi: l'assioma di rimpiazzamento, introdotto contemporaneamente (1922) da Adolf Abraham Fraenkel e Thoralf Skolem; e l'assioma di fondazione, introdotto da Von Neumann e dallo stesso Zermelo negli anni '30.
In particolare, Skolem contribuì a definire alcune nozioni oscure dell'assiomatizzazione di Zermelo del 1908 (ciononostante, il fondamentale contributo di Skolem non è menzionato nell'abbreviazione ZF).
Una delle grandi novità di Z è l'assioma di separazione, che consente di evitare le antinomie insiemistiche, come quella di Russell. 
L'assioma di rimpiazzamento creato da Fraenkel-Skolem, rende tuttavia superfluo l'assioma di separazione.
Grande importanza matematica riveste anche l'assioma di scelta, con il quale Zermelo condusse alcune dimostrazioni matematiche (Teorema del buon ordinamento), che suscitarono perplessità in ambito matematico causa della loro non-costruttività.
Per questo, si è soliti indicare la teoria con ZFC, anche se non sarebbe storicamente accurato.